# Tour der neuseeländischen Rugby-Union-Nationalmannschaft nach Europa und Nordamerika 1953/54
| Tour der All Blacks nach Europa und Nordamerika 1953/54 | Tour der All Blacks nach Europa und Nordamerika 1953/54 | Tour der All Blacks nach Europa und Nordamerika 1953/54 | Tour der All Blacks nach Europa und Nordamerika 1953/54 | Tour der All Blacks nach Europa und Nordamerika 1953/54 |
| Übersicht                                               | S                                                       | G                                                       | U                                                       | N                                                       |
| ------------------------------------------------------- | ------------------------------------------------------- | ------------------------------------------------------- | ------------------------------------------------------- | ------------------------------------------------------- |
| Test Matches                                            | 05                                                      | 03                                                      | 0                                                       | 2                                                       |
| Sonstige Spiele                                         | 31                                                      | 27                                                      | 2                                                       | 2                                                       |
| Gesamt                                                  | 36                                                      | 30                                                      | 2                                                       | 4                                                       |
|                                                         |                                                         |                                                         |                                                         |                                                         |
| England                                                 | 01                                                      | 01                                                      | 0                                                       | 0                                                       |
| Irland                                                  | 01                                                      | 01                                                      | 0                                                       | 0                                                       |
| Frankreich                                              | 01                                                      | 0                                                       | 0                                                       | 1                                                       |
| Schottland                                              | 01                                                      | 01                                                      | 0                                                       | 0                                                       |
| Wales                                                   | 01                                                      | 0                                                       | 0                                                       | 1                                                       |

Die Tour der neuseeländischen Rugby-Union-Nationalmannschaft nach Europa und Nordamerika 1953/54 umfasste eine Reihe von Freundschaftsspielen der All Blacks, der Nationalmannschaft Neuseelands in der Sportart Rugby Union. Das Team reiste von Oktober 1953 bis März 1954 durch Großbritannien, Irland, Frankreich, Kanada und die Vereinigten Staaten. Es bestritt während dieser Zeit 36 Spiele, darunter fünf Test Matches gegen die Nationalmannschaften der vier Home Nations und Frankreichs. Die All Blacks entschieden 30 Spiele für sich, spielten zweimal unentschieden und verloren viermal. Niederlagen mussten sie unter anderem gegen die Waliser und die Franzosen hinnehmen.

## Spielplan
- Hintergrundfarbe grün = Sieg
- Hintergrundfarbe gelb = Unentschieden
- Hintergrundfarbe rot = Niederlage

(Test Matches sind grau unterlegt; Ergebnisse aus der Sicht Neuseelands)
| #  | Datum             | Gegner                            | Ort              | Stadion                        | Ergebnis |
| -- | ----------------- | --------------------------------- | ---------------- | ------------------------------ | -------- |
| 01 | 31. Oktober 1953  | Southern Counties                 | Hove             | Greyhound Stadium              | 24:0     |
| 02 | 04. November 1953 | Cambridge University RUFC         | Cambridge        | Grange Road                    | 22:11    |
| 03 | 07. November 1953 | London Counties                   | London           | Twickenham Stadium             | 11:0     |
| 04 | 11. November 1953 | Oxford University RFC             | Oxford           | Iffley Road                    | 14:5     |
| 05 | 14. November 1953 | Western Counties                  | Bristol          | Memorial Ground                | 11:0     |
| 06 | 17. November 1953 | Llanelli RFC                      | Llanelli         | Stradey Park                   | 17:3     |
| 07 | 21. November 1953 | Cardiff RFC                       | Cardiff          | Cardiff Arms Park              | 3:8      |
| 08 | 25. November 1953 | Glasgow & Edinburgh               | Glasgow          | Old Anniesland                 | 23:3     |
| 09 | 28. November 1953 | South of Scotland                 | Galashiels       | Netherdale                     | 32:0     |
| 10 | 02. Dezember 1953 | North of Scotland                 | Aberdeen         | Linksfield Stadium             | 28:3     |
| 11 | 05. Dezember 1953 | Leicestershire & East Midlands    | Leicester        | Welford Road Stadium           | 3:0      |
| 12 | 09. Dezember 1953 | South-Western Counties            | Camborne         | Recreation Ground              | 9:0      |
| 13 | 12. Dezember 1953 | Swansea RFC                       | Swansea          | St Helen’s                     | 6:6      |
| 14 | 19. Dezember 1953 | Wales                             | Cardiff          | Cardiff Arms Park              | 8:13     |
| 15 | 23. Dezember 1953 | Abertillery RFC und Ebbw Vale RFC | Abertillery      | Abertillery Ground             | 22:3     |
| 16 | 26. Dezember 1953 | Combined Services                 | London           | Twickenham Stadium             | 40:8     |
| 17 | 30. Dezember 1953 | Midland Counties                  | Birmingham       | Villa Park                     | 18:3     |
| 18 | 02. Januar 1954   | Ulster Rugby                      | Belfast          | Ravenhill Stadium              | 5:5      |
| 19 | 09. Januar 1954   | Irland                            | Dublin           | Lansdowne Road                 | 14:3     |
| 20 | 13. Januar 1954   | Munster Rugby                     | Cork             | Mardyke Ground                 | 6:3      |
| 21 | 16. Januar 1954   | Pontypool RFC & Cross Keys RFC    | Pontypool        | Pontypool Park                 | 19:6     |
| 22 | 21. Januar 1954   | Newport RFC                       | Newport          | Rodney Parade                  | 11:6     |
| 23 | 23. Januar 1954   | Neath RFC & Aberavon RFC          | Neath            | Gnoll Ground                   | 11:5     |
| 24 | 30. Januar 1954   | England                           | London           | Twickenham Stadium             | 5:0      |
| 25 | 06. Februar 1954  | North-Eastern Counties            | Bradford         | Lidget Green                   | 16:0     |
| 26 | 13. Februar 1954  | Schottland                        | Edinburgh        | Murrayfield Stadium            | 3:0      |
| 27 | 17. Februar 1954  | North-Western Counties            | Manchester       | Maine Road                     | 17:3     |
| 28 | 17. Februar 1954  | Barbarians                        | Cardiff          | Cardiff Arms Park              | 19:5     |
| 29 | 24. Februar 1954  | France Sud-Ouest                  | Stade André-Moga | Bègles                         | 8:11     |
| 30 | 27. Februar 1954  | Frankreich                        | Colombes         | Stade Olympique Yves-du-Manoir | 0:3      |
| 31 | 01. März 1954     | South-Eastern Counties            | Ipswich          | Portman Road                   | 21:13    |
| 32 | 09. März 1954     | Victoria (B.C.)                   | Victoria         | MacDonald Park                 | 39:3     |
| 33 | 11. März 1954     | University of British Columbia    | Vancouver        | University Stadium             | 42:3     |
| 34 | 13. März 1954     | B.C. Mainland                     | Vancouver        | Brockton Point Oval            | 37:11    |
| 35 | 17. März 1954     | University of California          | Berkeley         | California Field               | 14:6     |
| 36 | 20. März 1954     | California All Stars              | San Francisco    | St Ignatius Field              | 20:0     |

## Test Matches
| 19. Dezember 1953 | Wales                                                                      | 13 : 8        | Neuseeland                                             | Cardiff Arms Park, Cardiff Zuschauer: 56.000 Schiedsrichter: Peter Cooper (England) |
| 19. Dezember 1953 | Versuche: Jones Sidney Judd Erhöhungen: Rowlands (2) Straftritte: Rowlands | (5:8) Bericht | Versuche: Clark Erhöhungen: Jarden Straftritte: Jarden | Cardiff Arms Park, Cardiff Zuschauer: 56.000 Schiedsrichter: Peter Cooper (England) |

Aufstellungen:
- Wales: Dai Davies, Gareth Griffiths, John Gwilliam, Roy John, Ken Jones, Sidney Judd, Courtenay Meredith, Cliff Morgan, Gwyn Rowlands, Rees Stephens, Clem Thomas, Billy Williams, Bleddyn Williams , Gerwyn Williams, Rex Willis
- Neuseeland: Bill Clark, Ian Clarke, Nelson Dalzell, Keith Davis, Allan Elsom, Brian Fitzpatrick, Laurie Haig, Ronald Hemi, Ron Jarden, Bill McCaw, Bob Scott, Kevin Skinner, Bob Stuart , John Tanner, Richard White

| 9. Januar 1954 | Irland                 | 3 : 14        | Neuseeland                                                                   | Lansdowne Road, Dublin Zuschauer: 45.000 Schiedsrichter: Peter Cooper (England) |
| 9. Januar 1954 | Straftritte: Henderson | (0:9) Bericht | Versuche: Clark Stuart Erhöhungen: Scott Straftritte: Scott Dropgoals: Scott | Lansdowne Road, Dublin Zuschauer: 45.000 Schiedsrichter: Peter Cooper (England) |

Aufstellungen:
- Irland: Frederick Anderson, Joseph Gaston, Noel Henderson, Ronnie Kavanagh, Jack Kyle , Patrick Lawlor, Jim McCarthy, Maurice Mortell, Gerry Murphy, John O’Meara, William O’Neill, Cecil Pedlow, Tom Reid, John Smith, Robin Thompson
- Neuseeland: Richard Bowers, Bill Clark, Nelson Dalzell, Keith Davis, Morrie Dixon, Brian Fitzpatrick, Ronald Hemi, Ron Jarden, Colin Loader, Desmond Oliver, Bob Scott, Kevin Skinner, Bob Stuart , Hallard White, Richard White

| 30. Januar 1954 | England | 0 : 5         | Neuseeland                          | Twickenham Stadium, London Zuschauer: 72.000 Schiedsrichter: Ivor David (Wales) |
| 30. Januar 1954 |         | (0:5) Bericht | Versuche: Dalzell Erhöhungen: Scott | Twickenham Stadium, London Zuschauer: 72.000 Schiedsrichter: Ivor David (Wales) |

Aufstellungen:
- England: Jeff Butterfield, Phil Davies, Reginald Higgins, Eric Evans, John Kendall-Carpenter, Ian King, Patrick Quinn, Martin Regan, Gordon Rimmer, Donald Sanders, Bob Stirling , Dyson Wilson, Ted Woodward, Peter Yarranton, Peter Young
- Neuseeland: Bill Clark, Nelson Dalzell, Keith Davis, Morrie Dixon, Laurie Haig, Ronald Hemi, Peter Hilton-Jones, Ron Jarden, Colin Loader, Bob Scott, Kevin Skinner, Bob Stuart , Hallard White, Richard White, Douglas Wilson

| 13. Februar 1954 | Schottland | 0 : 3   | Neuseeland         | Murrayfield Stadium, Edinburgh Zuschauer: 50.000 Schiedsrichter: Ivor David (Wales) |
| 13. Februar 1954 |            | Bericht | Straftritte: Scott | Murrayfield Stadium, Edinburgh Zuschauer: 50.000 Schiedsrichter: Ivor David (Wales) |

Aufstellungen:
- Schottland: Donald Cameron, Kim Elgie, Douglas Elliot , Ewen Fergusson, John Henderson, Peter Kininmonth, Robert MacEwen, Patrick MacLachlan, John Marshall, Thomas McGlashan, Hugh McLeod, Ernest Michie, Graham Ross, Ian Swan, Grant Weatherstone
- Neuseeland: Bill Clark, Nelson Dalzell, Keith Davis, Morrie Dixon, Peter Eastgate, Laurie Haig, Ronald Hemi, Peter Hilton-Jones, Ron Jarden, Colin Loader, Bob Scott, Kevin Skinner, Bob Stuart , Richard White, Douglas Wilson

| 27. Februar 1954 | Frankreich        | 3 : 0         | Neuseeland | Stade Olympique Yves-du-Manoir, Colombes Zuschauer: 25.000 Schiedsrichter: Ivor David (Wales) |
| 27. Februar 1954 | Versuche: J. Prat | (3:0) Bericht |            | Stade Olympique Yves-du-Manoir, Colombes Zuschauer: 25.000 Schiedsrichter: Ivor David (Wales) |

Aufstellungen:
- Frankreich: Robert Baulon, René Biénès, André Boniface, René Brejassou, Fernand Cazenave, Bernard Chevallier, Henri Claverie, Henri Domec, Gérard Dufau, André Haget, Paul Labadie, Roger Martine, Lucien Mias, Jean Prat , Maurice Prat
- Neuseeland: Richard Bowers, Nelson Dalzell, Keith Davis, Morrie Dixon, Brian Fitzpatrick, Ronald Hemi, Ron Jarden, Colin Loader, Bill McCaw, Desmond Oliver, Bob Scott, Kevin Skinner, Bob Stuart , Hallard White, Richard White

## Kader

### Management
- Tourmanager: N. Millard
- Assistent: A. Marsin
- Kapitän: Bob Stuart

### Spieler
| Spieler           | Position         | Mannschaft |
| ----------------- | ---------------- | ---------- |
| Jack Kelly        | Schlussmann      | Auckland   |
| Bob Scott         | Schlussmann      | Auckland   |
| Morrie Dixon      | Dreiviertelreihe | Canterbury |
| Allan Elsom       | Dreiviertelreihe | Canterbury |
| Stuart Freebairn  | Dreiviertelreihe | Manawatu   |
| Ron Jarden        | Dreiviertelreihe | Wellington |
| James Fitzgerald  | Dreiviertelreihe | Wellington |
| John Tanner       | Dreiviertelreihe | Auckland   |
| Brian Fitzpatrick | Dreiviertelreihe | Wellington |
| Colin Loader      | Dreiviertelreihe | Wellington |
| Douglas Wilson    | Dreiviertelreihe | Canterbury |
| Richard Bowers    | Halbspieler      | Wellington |
| Laurie Haig       | Halbspieler      | Otago      |
| Vince Bevan       | Halbspieler      | Wellington |
| Keith Davis       | Halbspieler      | Auckland   |

| Spieler        | Position     | Mannschaft     |
| -------------- | ------------ | -------------- |
| Bill McCaw     | Dritte Reihe | Southland      |
| Bob Stuart     | Dritte Reihe | Canterbury     |
| Bill Clark     | Dritte Reihe | Wellington     |
| Peter Jones    | Dritte Reihe | North Auckland |
| Robert O’Dea   | Dritte Reihe | Thames Valley  |
| Desmond Oliver | Dritte Reihe | Otago          |
| Keith Bagley   | Zweite Reihe | Manawatu       |
| Nelson Dalzell | Zweite Reihe | Canterbury     |
| Richard White  | Zweite Reihe | Poverty Bay    |
| Ian Clarke     | Pfeiler      | Waikato        |
| Peter Eastgate | Pfeiler      | Canterbury     |
| Kevin Skinner  | Pfeiler      | Otago          |
| Hallard White  | Pfeiler      | Auckland       |
| Ronald Hemi    | Hakler       | Waikato        |
| Arthur Woods   | Hakler       | Southland      |